# لئوتریم بکتشی
لئوتریم بکتشی (انگلیسی: Leotrim Bekteshi؛ زادهٔ ۲۱ آوریل ۱۹۹۲) بازیکن فوتبال است.
وی همچنین در تیم ملی فوتبال کوزوو بازی کرده‌است.